# Sessea
Sessea L. es un género de plantas con flores perteneciente a la subfamilia Cestroideae, incluida en la familia de las solanáceas (Solanaceae). Comprende 34 especies descritas y de estas, solo 19 aceptadas.

## Taxonomía
El género fue descrito por Nicholas Edward Brown y publicado en Florae Peruvianae, et Chilensis Prodromus 21. 1794. La especie tipo es: Sessea stipulata Ruiz & Pav. 
Etimología
Sessea: nombre genérico  

## Especies aceptadas
A continuación se brinda un listado de las especies del género Sessea aceptadas hasta julio de 2015, ordenadas alfabéticamente. Para cada una se indica el nombre binomial seguido del autor, abreviado según las convenciones y usos. 
- Sessea andina Francey
- Sessea brasiliensis Toledo
- Sessea colombiana Francey
- Sessea confertiflora Francey
- Sessea corymbiflora Goudot ex Rich. Taylor & R. Phillips
- Sessea crassivenosa Bitter
- Sessea dependens Ruiz & Pav.
- Sessea discolor Francey
- Sessea farinosa (Urb. & Ekman) Francey
- Sessea graciliflora Bitter
- Sessea herzogii Dammer
- Sessea lehmanni Bitter
- Sessea macrophylla Francey
- Sessea multinervia Francey
- Sessea pedicellata Francey
- Sessea regnellii Taub.
- Sessea sodiroi Bitter
- Sessea stipulata Ruiz & Pav.
- Sessea tipocochensis (Werderm.) Francey
- Sessea weberbaueri Bitter